# Honduras Tips
Honduras Tips (Honduras Tips.hn) es la guía oficial turística de Honduras desde hace 20 años, acreditada por las más importantes organizaciones nacionales e internacionales y con participación en eventos de turismo de relieve regional y mundial.

## Historia
Su fecha de fundación es el año 1994, cuando el señor John Dupuis creó Copán Tips, en donde se publicaban datos geográficos del departamento de Honduras, Copán, así como información turística de la región vecina. Fue hasta el año 1997 que Copán Tips se convierte en Honduras Tips, y la ruta de la revista se expande para recorrer Honduras de punta a punta, presentando información recopilada por profesionales especializados, así como los especialistas de cada región, quienes con su experiencia en la industria y trayectoria, hicieron de esta publicación la guía turística más utilizada en el mercado Hondureño.
El recorrido de Honduras Tips por las ciudades y destinos turísticos se hace con los consejos más prácticos, directorio de hoteles, restaurantes, hostales, bares, discotecas, y otros lugares de entretenimiento.
Desde 1997, es la guía oficial del Instituto Hondureño de Turismo (IHT) y como tal está presente en todas las ferias de turismo y en todo esfuerzo promocional de turismo en Honduras. Pero su verdadera riqueza está en la entrega gratuita a la mayoría de hoteles y establecimientos a nivel nacional, para su distribución entre turistas nacionales e internacionales.
En el año 2010, Grupo OPSA -- el grupo editorial más grande de Honduras -- adquirió la marca de Honduras Tips, respaldada por sus años de experiencia en cobertura nacional y medios publicitarios. Sus oficinas principales y la impresión del mismo se hace en Tegucigalpa,M.D.C. ciudad capital de la república de Honduras y en la ciudad de San Pedro Sula, ubicada en el norte del país en el departamento de Cortés.
Honduras Tips ahora forma parte de otros integrantes del Grupo OPSA, como La Prensa, El Heraldo y Diario Deportivo Diez, los cuales son periódicos de alta demanda; y otros productos como Estilo y Amiga, entre otras publicaciones. Son otras dos empresas no editoriales parte del grupo Jorge J. Larach & Cia. y Laboratorios Finlay, SA.